# 46 г. пр.н.е.
46 (четиридесет и шеста) година преди новата ера (пр.н.е.) е годината, бележеща преминаването от Помпилийския календар към Юлианския календар.

## Събития

### В Римската република
- Консули на Римската република са Гай Юлий Цезар (за III път) и Марк Емилий Лепид.
- Гражданска война на Цезар:
  - 4 януари – Тит Лабиен побеждава Цезар в битката при Руспина.
  - 6 април – Цезар разбива войските на оптиматите и нумидийците ръководени от Метел Сципион и Юба I в битка при град Тапс.
- Нумидия става римска провинция.
- Цезар е назначен за диктатор с мандат 10 години и „префект на морала“ (де факто цензор).[1]
- Цезар предприема реформа на римския календар, който по това време не съответства с няколко месеца на годишните сезони. Това налага въвеждането за тази година на два допълнителни месеца (67 дни), за да се възстанови съвпадението на календарните дати със сезоните. Въвежда се слънчева година с дължина 365 дни, с добавяне на един допълнителен ден веднъж на всеки четири години.[1] Новият „Юлиански календар“ влиза в сила от следващата 45 г. пр.н.е.
- В четири последователни дни се провеждат триумфи на Цезар за победите му в Галия, Египет, Понт и Африка. След галския триумф е екзекутиран държания в шестгодишен плен Верцингеторикс.
- 26 септември – Цезар освещава храма на Венера Прародителка и Юлиевия форум.[2]
- Клеопатра пристига в Рим и е настанена във вилата на Цезар отвъд Тибър.
- Ноември – Цезар заминава за Испания, за да се потуши нов бунт.

## Родени
- Антипатер, син на Ирод Велики
- Публий Квинтилий Вар, римски политик и военачалник (умрял 9 г.)
- Луций Сей Страбон, римски конник

## Починали
- 12 април – Катон Млади, римски политик и военачалник (роден 95 г. пр.н.е.)
- Квинт Цецилий Метел Пий Сципион, римски политик и военачалник (роден 95 г. пр.н.е.)
- Верцингеторикс, галски вожд (роден 80 г. пр.н.е.)
- Марк Петрей, римски политик и военачалник (роден 110 г. пр.н.е.)
- Фауст Корнелий Сула, римски сенатор и син на диктатора Сула (роден 86 г. пр.н.е.)